# Konungens af Siam landstigning vid Logårdstrappan
Konungens af Siam landstigning vid Logårdstrappan är en kort filmsekvens som filmfotografen och regissören Ernest Florman spelade in i samband med Stockholmsutställningen 1897. Filmen anses vara den första helt svenska filmupptagningen.

## Historik
Filmen eller kinematografen demonstrerades i Stockholm för första gången 1897 på Allmänna konst- och industriutställningen på Djurgården. Det skedde i en särskild lokal som låg inom miniatyrstaden Gamla Stockholm och kan ses som stadens första biografsalong. Den hade iordningställts av apotekaren och fotohandlaren Numa Peterson och hans son Mortimer. Lokalen rymde omkring 100 personer och kallades Lumières Kinematograf i Gamla Stockholm.
Utöver huvudsakligen franska produktioner visades även ett aktuellt inslag; Konungens af Siam landstigning vid Logårdstrappan. Filmen handlade om ankomsten av kung Chulalongkorn av Siam med slupen Vasaorden till Logårdstrappan utanför Stockholms slott. Väl framme hoppar Oscar II i land, gör honnör, bugar, tar av sig hatten och ger Chulalongkorn en puss på vardera kind. Filmen spelades in den 13 juli 1897 av Ernest Florman och visades den 19 juli 1897 på utställningskinematografens program. Oscar II "uppskattade högeligen att se sig själv på den vita duken".